# Убийство Карины Будучьян

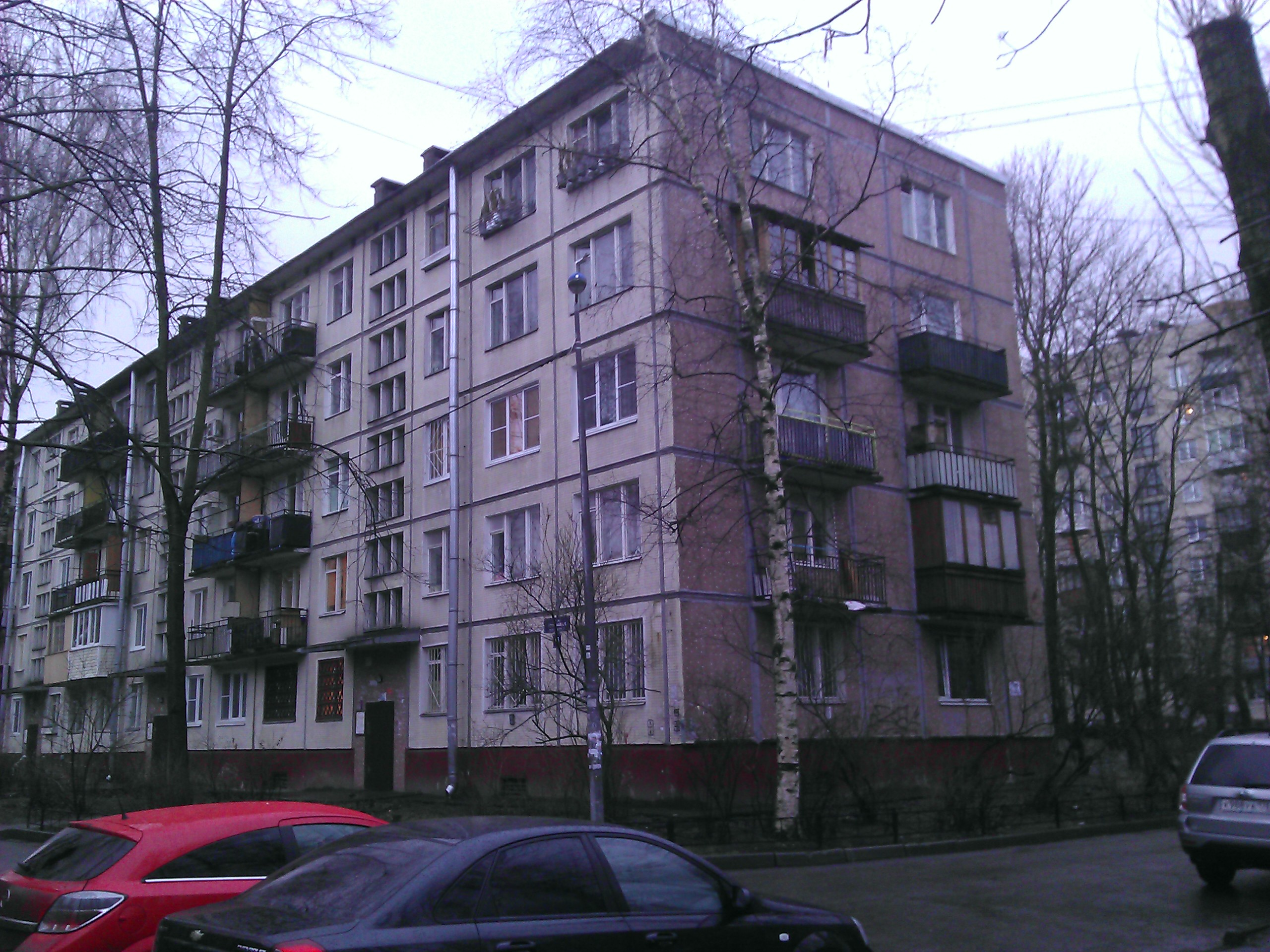
Дом № 66 по пр. Космонавтов, где было совершено убийство.

Убийство Кари́ны Будучья́н (также известное как «дело го́тов-людоедов» или «дело го́тов-каннибалов») — жестокое убийство 16-летней школьницы, совершённое в Московском районе Санкт-Петербурга в ночь с 19 на 20 января 2009 года. По версии следствия девушку утопили в ванной 19-летние Максим Главатских и его друг Юрий Можнов. Они действовали из неприязненного отношения, по предварительному сговору. После убийства преступники расчленили труп жертвы и выложили останки по территории района.
Дело получило широкий общественный резонанс и активно обсуждалось СМИ, так как по версии следствия оба обвиняемых после расчленения трупа часть останков употребили в пищу. Главатских и Можнов принадлежали к молодёжным субкультурам «готы» и «эмо», поэтому убийство сначала рассматривали как ритуальное, но в итоге доказательств этому не было найдено.

## Обстоятельства убийства
На момент гибели 16-летняя Карина Будучьян была ученицей 11 класса, успешно училась, работала расклейщицей листовок. Родители и одноклассники девушки отрицали её принадлежность к молодёжным неформальным движениям, но следствие установило обратное. С лета 2008 года Карина активно проводила время среди представителей субкультур. Осенью она познакомилась на концерте с 19-летним Максимом Главатских, уроженцем города Сосновый Бор. Против него ранее вели уголовные дела об угрозе убийством родственницы и жестоком обращении с животными, к тому моменту оба были прекращены. Он также проходил лечение в психиатрической больнице имени Скворцова-Степанова с диагнозом «расстройство психики».
После переезда в Санкт-Петербург Главатских, вокалист и фронтмен собственной музыкальной группы, стал известен под прозвищем «Шери» в узких кругах молодёжных движений Санкт-Петербурга. Из-за эпатажных внешности и поведения Максим пользовался популярностью девушек в коллективах, с некоторыми вступал в интимную связь. Осенью того же года он и Юрий Можнов стали снимать квартиру на проспекте Космонавтов. Его друг, уроженец города Кронштадт, тоже сталкивался с проблемами с уголовным правосудием. В 2005 году был судим за разбой, получил условное наказание с испытательным сроком 3 года.
После знакомства с Главатских Карина Будучьян стала поклонницей его творчества и начала оказывать ему признаки сильной симпатии. 19 января 2009 года девушка пришла домой после школы и вскоре отправилась расклеивать листовки. Вечером она позвонила матери и попросила разрешение остаться ночевать якобы у подруги для выполнения домашнего задания из-за отсутствия в доме компьютера. Так как Карина серьёзно относилась к учёбе, мать была убеждена в важности школьного доклада и дала разрешение. Утром 20 числа девушка домой не вернулась.

## Убийство
Вечером 19 января 2009 года в квартире на проспекте Космонавтов, которую снимал Главатских, находились непосредственно Главатских, Можнов, её владелица Екатерина Зиновьева и ещё двое гостей, где они совместно распивали алкоголь. В ходе телефонного разговора с Будучьян Главатских предложил девушке прийти к ним в квартиру для употребления спиртных напитков и интимной связи. По окончании разговора он попросил гостей покинуть квартиру. После того, как Будучьян явилась в квартиру, в период с 23:07 19 января по 07:30 20 января Главатских и Можнов на почве личной неприязни по отношению к ней договорились об убийстве Карины.
Когда Будучьян уединилась с Главатских в ванной комнате, Главатских подал Можнову заранее оговорённый условный сигнал — трижды чихнул, после чего Можнов, войдя в ванную комнату, с целью убийства насильно погрузил и удерживал голову Будучьян под водой, в то время как Главатских насильно удерживал её руки и ноги, лишая возможности оказать сопротивление. Совершив убийство, Главатских и Можнов, также действуя согласованно, расчленили труп погибшей, после чего употребили в пищу филейные части тела Карины и часть её внутренних органов. Останки девушки преступники впоследствии частично упаковали и выбросили на территории района на различных свалках и пустырях.
После убийства Главатских и Можнов похитили имущество Будучьян на 21 149 рублей: телефон Sony Ericsson Z550i, фотоаппарат Canon PowerShot A460, розовый MP3-плеер марки Samsung, наушники, две цепочки из металла серого цвета, ботинки, ремень, юбку, джинсы, футболку, жилетку, кофту с длинным рукавом, очки.

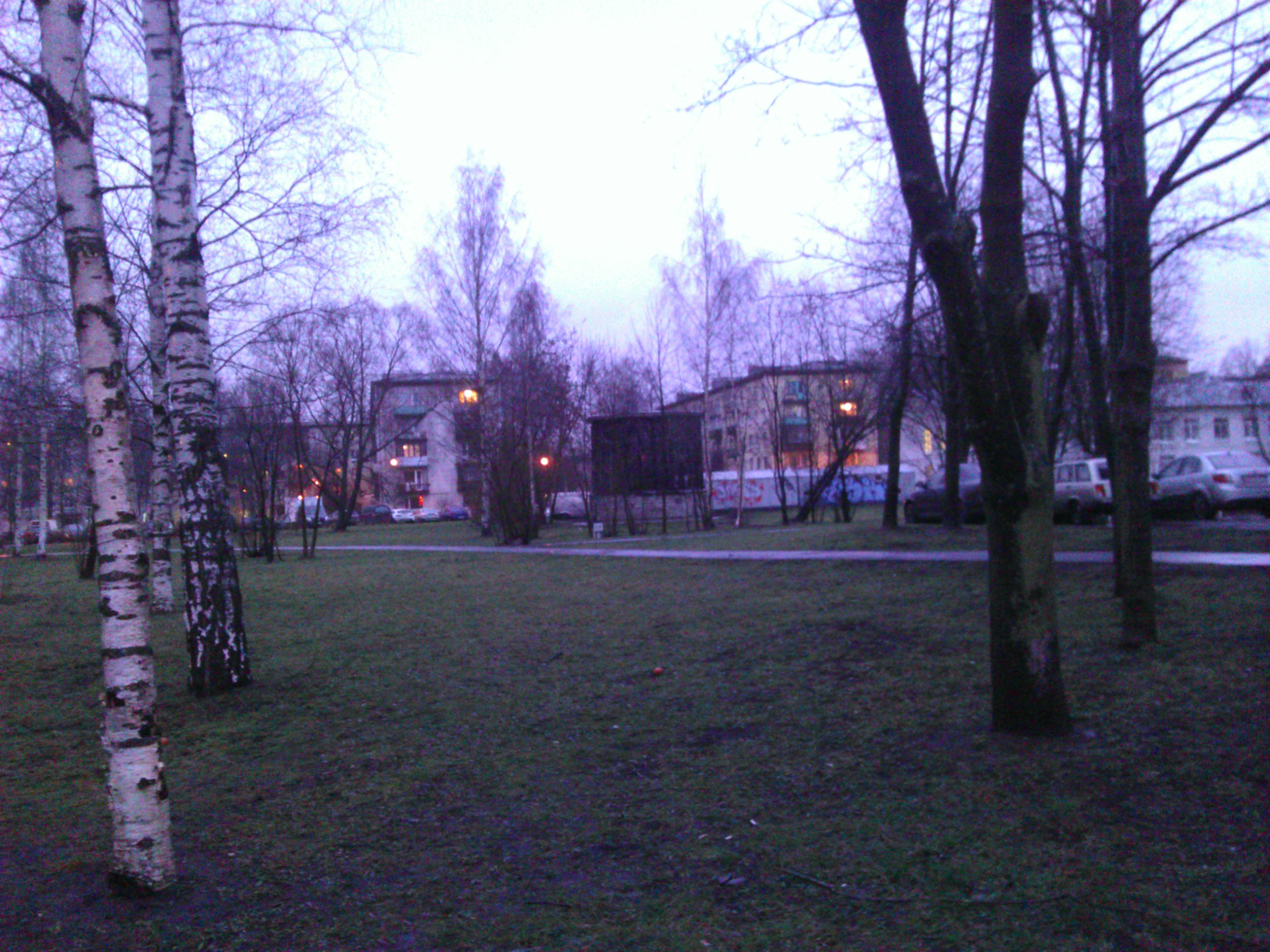
Примерное место обнаружения останков Карины Будучьян у дома по адресу ул. Орджоникидзе, дом № 21 (дом на фото в центре).

После пропажи Карины её мать Надежда Будучьян подала заявление в милицию. Поиски Карины Будучьян велись до конца января. В этот период сотрудники правоохранительных органов активно проверяли все контакты погибшей. Пакеты с внутренностями и фрагментами кожи убитой девушки нашли 31 января на пустыре в Московском районе вблизи улиц Орджоникидзе и Ленсовета. Через несколько дней рядом — на Алтайской улице — обнаружили голову жертвы. Она лежала в полиэтиленовом пакете между мусорными баками.
В ходе расследования по подозрению в убийстве Максима Главатских задержали в Сосновом Бору, Юрия Можнова — в Кронштадте. 3 февраля пресс-служба СКП России обнародовала их имена, заявила о приверженности подозреваемых и жертвы к молодёжным движениям. После ареста подозреваемые признались в убийстве и акте каннибализма, ссылаясь на чувство голода, о чём 3 февраля рассказал руководитель Следственного управления СКП России по Санкт-Петербургу Андрей Лавренко на брифинге об убийстве школьницы. После обнародования этой информации дело об убийстве Будучьян получило широкий общественный резонанс.

## Суд
Cудебный процесс был открыт 25 марта 2010 года. После допроса всех потерпевших и свидетелей 15 апреля на очередном заседании суда обвиняемые дали показания. Оба преступника отказались от своих первоначальных показаний, данными ими после ареста, и стали обвинять в убийстве Будучьян друг друга
Главатских отказался признать себя виновным в совершении убийства Будучьян. Он признал, что вечером 19 января 2009 года действительно пригласил Карину Будучьян в свою квартиру, где вскоре после того, как она явилась, вступил с ней в интимную связь в ванной комнате. После того, как в ванную ворвался Можнов, он покинул ванную комнату и ушёл курить, в то время как в ванную повторно вошёл Можнов, который по версии Главатских в целях запугивания девушки случайно её утопил. Мотивом поведения друга и мотивом убийства по версии Главатских послужила ревность Можнова, так как Главатских очень много свободного времени проводил в обществе поклонниц, которые способствовали разрыву отношений с его бывшей девушкой по имени Наталья. Главатских признал свою вину в соучастии убийства, заявив, что помогал Можнову разделывать труп, но отказался признать факт каннибализма, заявив, что мясо, которое готовил Можнов на следующий день после убийства Будучьян, в действительности было приобретено Можновым в ближайшем к дому продуктовом магазине.
Можнов тоже не признал своей вины в убийстве. Он рассказал, что после знакомства с Главатских осенью 2008 года попал под его обаяние и начал проводить с ним до 75 % свободного времени, исполнял функции его телохранителя, проживал с ним и занимался ведением домашнего хозяйства. Обвиняемый признал, что в ночь убийства застал в ванной комнате Главатских и Будучьян за занятием сексом, но был выгнан разъярённым Максимом, и больше не пытался войти. По его показаниям исполнитель убийства — Главатских, который после того, как утопил Будучьян, вышел из ванной и рассказал о случившемся. В изложении Можнова следовало, что идею расчленить тело предложил именно он, но основную роль в разделке мёртвого тела играл Главатских, который нарисовал на груди трупа пентаграмму и сопровождал свои дальнейшие действия воззваниями к Сатане. Юрий тоже отказался признать факт каннибализма, подтвердив показания Главатских о том, что мясо, которое приготовил на следующий день, он купил в магазине.
На дальнейших судебных заседаниях для дискредитации показаний подсудимых присяжным показали протоколы и видеозаписи первых допросов Главатских и Можнова вскоре после задержания, на которых они в качестве мотива убийства указали личную неприязнь по отношению к Карине Будучьян из-за её чрезмерной и неблагоразумной настойчивости в проявлении симпатии к Главатских. В этих показаниях оба признают, что употребили в пищу части тела убитой. Присяжным продемонстрировали также видеозапись обнаружения останков, но во избежание эмоционального шока трансляция включала только звук.
В мае 2010 года Максим Главатских и Юрий Можнов были признаны виновными в убийстве Карины Будучьян, получили наказание в виде 19 и 18 лет лишения свободы, соответственно. На оглашении приговора часть друзей Главатских проявляла девиантное поведение, негативно отзывалась в адрес убитой, вследствие чего одну из девушек вывели из зала суда. Родственники убитой школьницы остались недовольны приговором, посчитав, что убийцы заслуживают высшей меры наказания[.

## Реакция
Во время расследования и судебного процесса СМИ причисляли ряд субкультур, таких как готы, к неформальным объединениям деструктивной направленности, которые призывают подростков и молодёжь к разрушениям, убийству, аутоагрессии. Это вызвало критику ряда общественных организаций[прояснить].
В репортаже «Пятого канала» начальник отдела анализа молодёжных субкультур Центра профилактики безнадзорности и наркозависимости несовершеннолетних Санкт-Петербурга Владимир Гущин заявил:
Вместо обещанных 7 минут дали полторы. Авторы передачи нагородили какую-то чушь о готах (о которой прокуратура ничего не говорила) и попытались прозрачно намекнуть зрителям, что от нескольких тысяч готов, которые имеются в Питере теперь можно ожидать таких вот убийств с поеданием трупов. Убийцы были мясником и флористом, лежали в психушке, и вроде бы сидели. Сейчас с тем же уровнем невменяемости авторов телепередачи можно заявлять, что девочку убили мясники, флористы, зеки… Самые страшные из них, наверное, флористы, так как для многих это слово непонятное. Мне ничего этого высказать не дали, так как это расходилось с настроем авторов передачи.

## Последующие события
После суда Юрий Можнов для отбытия уголовного наказания был этапирован в исправительную колонию строгого режима, расположенную в черте города  Коряжма (Архангельской области). После более 9 лет заключения в сентябре 2019 года он подал ходатайство о переводе в колонию-поселение, но ему было отказано, так как  осуждённые по особо тяжким статьям должны отбыть не менее двух третей срока перед перемещением в колонию-поселение. В октябре того же года подал апелляцию с требованием пересмотра приговора и снижения срока лишения свободы с заменой реального уголовного наказания за кражу — четырёх лет заключения — на принудительные работы. В этом случае он мог бы подавать на условно-досрочное освобождение, но ему также было отказано ввиду общественной опасности совершенным им деяний.
Максим Главатских отбывал наказание в исправительной колонии № 17, расположенной в Мурманской области. В заключении женился и при поддержке администрации колонии участвовал в художественной самодеятельности путём создания музыкальной группы, во главе которой исполнял  кавер-версии популярных песен на мероприятиях. В ночь с 24 на 25 марта 2017 года его нашли повешенным в одном из зданий на территории учреждения. Инцидент признали самоубийством — следствие не обнаружило следов насильственной смерти.

## В массовой культуре
В 2018 году снят документальный фильм «Дело Шери», где ставится под сомнение официальная версия следствия. Фильм получил специальный приз жюри Артдоксеть на кинофестивале «Артдокфест».